# جیانکارلو ویته
جیانکارلو ویته (به پرتغالی: Jean Carlo Witte) مدافع اهل برزیل است که در شهر برزیل و در تاریخ ۲۴ سپتامبر ۱۹۷۷ به دنیا آمده‌است.
جیانکارلو ویته در تیم‌های فوتبال سانتوس سابقهٔ حضور دارد.